# Guiomar Amell i Amell
Guiomar Amell (Sant Pere de Ribes, 1938) és una activista cultural catalana.
La seva família és originària de Sitges. Sa mare i son pare treballaven en un laboratori, fent vaccins contra el tètanus. Va néixer, per l'atzar de la guerra, a Sant Pere de Ribes. Son pare hi tenia accés a un mas on guardava els cavalls per a fer les vaccines i el van aprofitar per fugir del bombardeig de Barcelona.
Va participar en la vaga del 1956 a la Universitat de Barcelona, amb divuit anys. Amb vint-i-dos va participar en els Fets del Palau de la Música (1960), i va desplegar la senyera catalana a la Sagrada Família durant la desfilada militar franquista. Casada amb Llibert Cuatrecasas i Membrado, diputat per Unió Democràtica de Catalunya (UDC) al Congrés dels Diputats, Amell ha estat consellera nacional d'UDC durant dècades, i ara ho és de Demòcrates.
El 21 de juny de 2021, convidada a l'acte del president espanyol Pedro Sánchez al Teatre del Liceu de Barcelona en la seva funció de presidenta del Col·legi de Doctors i Llicenciats en Belles Arts el va apostrofar i va obtenir una conversa personal on va explicar la seva concepció del problema entre Catalunya i Espanya.

## Obres destacades
- Breu història dels catalans (2006)
- Viure, Conviure… Ésser! A Catalunya (2015)[4][5]
- «Parlem clar i fem memòria». El Punt Avui, 19-05-2020.